# Hadena siculimima
Hadena siculimima là một loài bướm đêm trong họ Noctuidae.